# Theodor Seitz
Georg Friedrich Theodor Seitz (Seckenheim (Mannheim), 12 de setembro de 1863 — Baden-Baden, 28 de março de 1949) foi um jurista e administrador colonial alemão, que se notabilizou como governador dos Camarões e do Sudoeste Africano Alemão (actual Namíbia).

## Biografia
Estudou Direito na Universidade de Heidelberg. Concluído o curso, ingressou nos serviços dos Negócio Estrangeiros e da administração colonial do Império Alemão e a 9 de Maio de 1907 foi nomeado Governado Imperial da colónia dos Camarões (Kamerun).
A 28 de Agosto de 1910, foi nomeado governador do Sudoeste Africano Alemão (a actual Namíbia) em Windhoek.
Com o desencadear da Primeira Guerra Mundial, e o consequente bloqueio da colónia alemão por forças da União Sul-Africana, tentou sem sucesso um acordo com a administração portuguesa em Angola que permitisse o abastecimento da colónia pela sua fronteira norte e o transporte de correio. A missão enviada a Angola protagonizou o incidente de Naulila, o qual conduziu a uma guerra de fronteira entre as forças alemãs do Sudoeste Africano e as forças portuguesas de Angola nos últimos meses de 1914.
O Sudoeste Africano Alemão acabou por ser invadido pelas forças da União Sul-Africana, e apesar da resistência oposta pelas forças da colónia, comandadas pelo major Victor Franke, a disparidade numérica e a impossibilidade de reabastecimento a partir do exterior forçaram a capitulação a 9 de Julho de 1915.
Foi aprisionado pelas forças sul-africanas e mantido em cativeiro até 1919, quando todos os internados alemães foram repatriados para a Alemanha e a colónia anexada pelo Império Britânico.
Em 1920 foi eleito presidente da Sociedade Colonial Alemão (em alemão:  Deutsche Kolonialgesellschaft) e em 1930 nomeado seu  presidente honorário.